# اندیس قلعه نو ۱
قلعه نو ۱ یک اندیس فلزی است که در حوالی شهر ورچه استان مرکزی قرار دارد و مادهٔ معدنی موجود در آن، مس است.سنگ میزبان این اندیس سنگهای دگرسان است و دیرینگی آن به دوران ژوراسیک می‌رسد. در این اندیس، پاراژنز‌های گالن، شئلیت، کاسیتریت یافت می‌شوند.